# 村上由見子
村上 由見子（むらかみ ゆみこ、1951年1月28日- ）は、日本のノンフィクション作家・翻訳家。

## 人物・来歴
東京出身。別名ゆみ子。多摩美術大学卒。在米出版社の年刊誌編集のために日米を往復し、日本の各詩誌にアメリカ・レポートを書く。

## 著書
- 『百年の夢 岡本ファミリーのアメリカ』新潮社, 1989.6　（岡本米蔵）
- 『イースト・ミーツ・ウエスト マコとスージーの日米物語』講談社, 1993.12
- 『イエロー・フェイス ハリウッド映画にみるアジア人の肖像』朝日選書 1993.2
- 『サンタの友だちバージニア 「サンタはいるの?」と新聞社へ投書した少女』村上ゆみ子 著, 東逸子 絵. 偕成社, 1994.12
- 『アジア系アメリカ人 アメリカの新しい顔』中公新書 1997.7
- 『ハリウッド100年のアラブ 魔法のランプからテロリストまで』朝日選書 2007.2

### 翻訳
- ディーン・E.マーフィー『マンハッタン、9月11日 生還者たちの証言』監訳、中央公論新社, 2002.9
- デレク・ランディ『スカルダガリー』2-3　村上ゆみ子 訳表記、小学館, 2010.6。全3冊、児童向けファンタジー
- ナオミ・クライン『ショック・ドクトリン 惨事便乗型資本主義の正体を暴く』（上下）幾島幸子共訳、岩波書店, 2011.9／岩波現代文庫, 2024.3
- ジェイムズ・ヘリオット『ヘリオット先生と動物たちの8つの物語』杉田比呂美 絵、集英社, 2012.11
- レスリー・ヘルム『横浜ヤンキー 日本・ドイツ・アメリカの狭間に生きたヘルム一族の150年』明石書店, 2015.9